# Rebus sic stantibus
La clausola rebus sic stantibus (locuzione latina traducibile con 'stando così le cose') specifica che le parti di un accordo, ad es. contratto, trattato internazionale,  hanno concluso lo stesso tenendo in considerazione la situazione di fatto esistente in quel momento, sicché fatti sopravvenuti, straordinari e imprevedibili, che modificano l'equilibrio dell'accordo a svantaggio di una parte, autorizzano questa a chiederne la modificazione o la risoluzione.
In relazione a questa clausola, si pone il problema se gli accordi debbano ritenersi subordinati a essa, quand'anche non inserita in modo esplicito. In caso affermativo, si ammetterebbe un principio che va a limitare l'operatività del principio espresso dal brocardo pacta sunt servanda. Il problema si è posto nel diritto privato, con riferimento ai contratti, e nel diritto internazionale, con riferimento ai trattati.

## Diritto privato
Il problema della subordinazione dei contratti a una tacita clausola rebus sic stantibus non fu mai affrontato, almeno in termini generali, dal diritto romano, mentre fu ampiamente trattato nel diritto comune, sotto l'influsso della Scolastica e del diritto canonico, giungendo a ritenere che tutti i contratti nei quali intercorresse un intervallo di tempo tra stipulazione e adempimento dovessero essere considerati implicitamente subordinati a questa clausola.
La teoria, talora estesa a tutti i negozi giuridici con effetti differiti nel tempo, fu in auge soprattutto nei secoli XVI e XVII; in seguito, conobbe destini diversi nelle varie dottrine nazionali: se in quella italiana finì per decadere, lo stesso non avvenne nella dottrina olandese e in quella tedesca. L'ascesa del dogma della volontà, che portava con sé l'assolutizzazione del principio pacta sunt servanda, si pose in contrasto con la teoria, che non fu accolta dalle codificazioni ottocentesche. Il Code Napoléon, il cui diritto delle obbligazioni è basato sulla trattazione di Robert Joseph Pothier, che ignora la clausola rebus sic stantibus, non contiene alcuna disposizione che riconosca esplicitamente la tacita subordinazione dei contratti alla medesima e la stessa impostazione è passata ai codici a esso ispirati, tra cui il Codice civile italiano del 1865. Analoga scelta è stata fatta dal BGB tedesco, nonostante le elaborazioni teoriche di uno dei suoi massimi ispiratori, Bernhard Windscheid.
Con l'attenuarsi del dogma della volontà, posizioni favorevoli all'esistenza di un'implicita clausola rebus sic stantibus sono riemerse in dottrina e giurisprudenza, quantomeno nei paesi di civil law. Così in Italia, già durante la vigenza del Codice civile del 1865, non erano mancate in dottrina opinioni in tal senso, che trovarono anche accoglimento giurisprudenziale soprattutto nei primi anni del XX secolo. Nel 1942 l'art. 1467 del nuovo Codice civile italiano ha introdotto l'istituto della risoluzione del contratto per eccessiva onerosità, con una disposizione che è stata letta in dottrina e giurisprudenza, pur non senza voci contrarie, come riconoscimento del principio rebus sic stantibus, per quanto entro limiti rigorosi.
In generale, gli ordinamenti di civil law mostrano una maggior apertura a riconoscere limitazioni al principio pacta sunt servanda, come quella derivante dal principio rebus sic stantibus. Questo principio può essere trasfuso in una previsione normativa, come il già ricordato art. 1467 del Codice civile italiano, o essere frutto di elaborazione giurisprudenziale, come la teoria francese dell'imprévision e la teoria tedesca della Wegfall der Geschäftsgrundlage. Gli ordinamenti di common law, invece, sono più restii a riconoscere limitazioni all'assolutezza del principio pacta sunt servanda e alla conseguente completa assunzioni dei rischi da parte dei contraenti; in questi ordinamenti il fatto imprevisto sopravvenuto rileva solo quando comporta l'impossibilità di perseguire l'intento che le parti si erano poste con lo scambio delle promesse o una radicale diversità dell'obbligo contrattuale, nel qual caso, secondo la doctrine of frustration, il contratto è nullo per frustration (o impracticability negli Stati Uniti, dove l'istituto trova applicazione meno restrittiva). Di qui la prassi, sorta in questi paesi e passata anche alla contrattualistica internazionale, di inserire nei contratti di durata clausole espresse (cosiddette di hardship) che, in presenza di fatti imprevisti sopravvenuti, obbligano le parti a rinegoziare il contratto (si noti che l'obbligo riguarda la rinegoziazione, non la conclusione) e, talvolta, ne sospendono l'esecuzione.

## Diritto internazionale
L'implicita subordinazione dei trattati alla clausola rebus sic stantibus, considerata regola del diritto internazionale consuetudinario, è ora è codificata dall'art. 62 della Convenzione di Vienna sul diritto dei trattati del 1969. La norma, che non usa mai l'espressione rebus sic stantibus (l'articolo è rubricato "Mutamento fondamentale delle circostanze"), pone dei limiti rigorosi alla sua invocabilità. Stabilisce, infatti, al comma 1 che "Un mutamento fondamentale delle circostanze intervenuto rispetto a quelle esistenti al momento della conclusione del trattato, che non era stato previsto dalle parti, non può essere invocato come motivo di estinzione o di recesso, a meno che:
(a) l'esistenza di tali circostanze costituisse una base essenziale del consenso delle parti a vincolarsi al trattato; e che
(b) tale mutamento abbia per effetto di trasformare radicalmente la portata degli obblighi che rimangono da adempiere in base al trattato".
Aggiunge l'articolo 62, al comma 2, che "Un mutamento fondamentale delle circostanze non può essere invocato come motivo di estinzione o di recesso:
(a) se il trattato fissa un confine; o
(b) se il mutamento fondamentale è conseguenza di una violazione, ad opera della parte che l'invoca, di un obbligo derivante dal trattato o di qualsiasi altro obbligo internazionale a danno di qualsiasi altra parte del trattato".
Infine, secondo il comma 3 dell'articolo, se un mutamento fondamentale delle circostanze può essere invocato, in base ai commi precedenti, per l'estinzione o il recesso dal trattato, può anche essere invocato per sospenderne l'esecuzione.
Come precisato dalla Corte internazionale di giustizia de L'Aia, il mutamento fondamentale delle circostanze non può comunque essere invocato se era stato previsto dalle parti (v. sent. United Kingdom v. Iceland del 1973).